# 图埃勒 (犹他州)
图埃勒（英文：Tooele），是美国犹他州图埃勒县下属的一座城市。建市于 1851年，面积大约为21.46平方英里（55.6平方公里），海拔约为5,043英尺（1,537米）。根据2010年美国人口普查，该市有人口31,605人。